# Jean Gasc (homme politique)
Pour les articles homonymes, voir Jean Gasc et Gasc.
Jean Gasc, né le 30 novembre 1794 à Toulouse (Haute-Garonne) et mort le 5 juin 1875 à Toulouse, est un avocat et homme politique français.

## Biographie
Avocat à Toulouse en 1823 (et bâtonnier de 1835 à 1837, puis de 1841 à 1842), il est conseiller général sous la Monarchie de Juillet, président du conseil général et adjoint au maire de Toulouse de 1830 à 1841. Il est député de la Haute-Garonne de 1849 à 1851, siégeant avec la droite monarchiste. Il est maitre des requêtes au Conseil d’État en 1852 et prend sa retraite de conseiller d’État en 1873.

## Écrits
- Notes en réponse à celles de M. Cassaing pour M. le maire de Toulouse, 18401[1].
- Mémoire pour servir d'introduction à la défense de Louis Bonafous, en religion, frère Léotade, devant la Cour d'assises de la Haute-Garonne, 1848[2].